# 叙勒希基亚
叙勒希基亚（英語：Xulsigiae）古罗马高卢神话与宗教中的女性神祇之一。它作为古罗马人所崇拜与供奉的众多神祇之一产生作用并为相关学者所瞩目。具有重要地影响与积极意义。